# Beatriz de Castilla (m. 1409)
Beatriz de Castilla (¿?-1409). Hija ilegítima del rey Enrique II de Castilla y de Beatriz Ponce de León.

## Orígenes familiares
Fue hija ilegítima del rey Enrique II de Castilla y de Beatriz Ponce de León. Por parte paterna fueron sus abuelos el rey Alfonso XI de Castilla y Leonor de Guzmán. Por parte materna era nieta de Pedro Ponce de León "el Viejo", señor de Marchena, y de Beatriz de Jérica. Fue hermana de Fadrique de Castilla y Ponce de León, I duque de Benavente.

## Biografía
Se desconoce su fecha de nacimiento. Fue I señora de Niebla por su matrimonio en 1390 con Juan Alonso Pérez de Guzmán, IV señor de Sanlúcar de Barrameda y I conde de Niebla.
Del matrimonio de Juan Alonso Pérez de Guzmán con Beatriz de Castilla nacieron: 
- Enrique de Guzmán, V señor de Sanlúcar, II conde de Niebla, II señor de Lepe y La Redondela;
- Alfonso Pérez de Guzmán y Castilla, II señor de Ayamonte, III señor de Lepe y La Redondela;
- Juan Alonso Pérez de Guzmán, el Póstumo, I señor de Beniájar y de la Torre de la Reina, casado con Leonor López de Hinestrosa, hija de Ruy Gutiérrez de Hinestrosa, señor de la villa de Teba, alcalde mayor de Toledo, y de Leonor López de Córdoba, camarera mayor de la reina Catalina de Lancáster, hija de Martín López de Córdoba, maestre de la Orden de Calatrava y de la Orden de Alcántara, progenitores de los condes del Menado.

A la muerte de su esposo en 1396, se retiró al monasterio de San Clemente de Sevilla, donde posteriormente profesó como religiosa y falleció en 1409.

## Sepultura

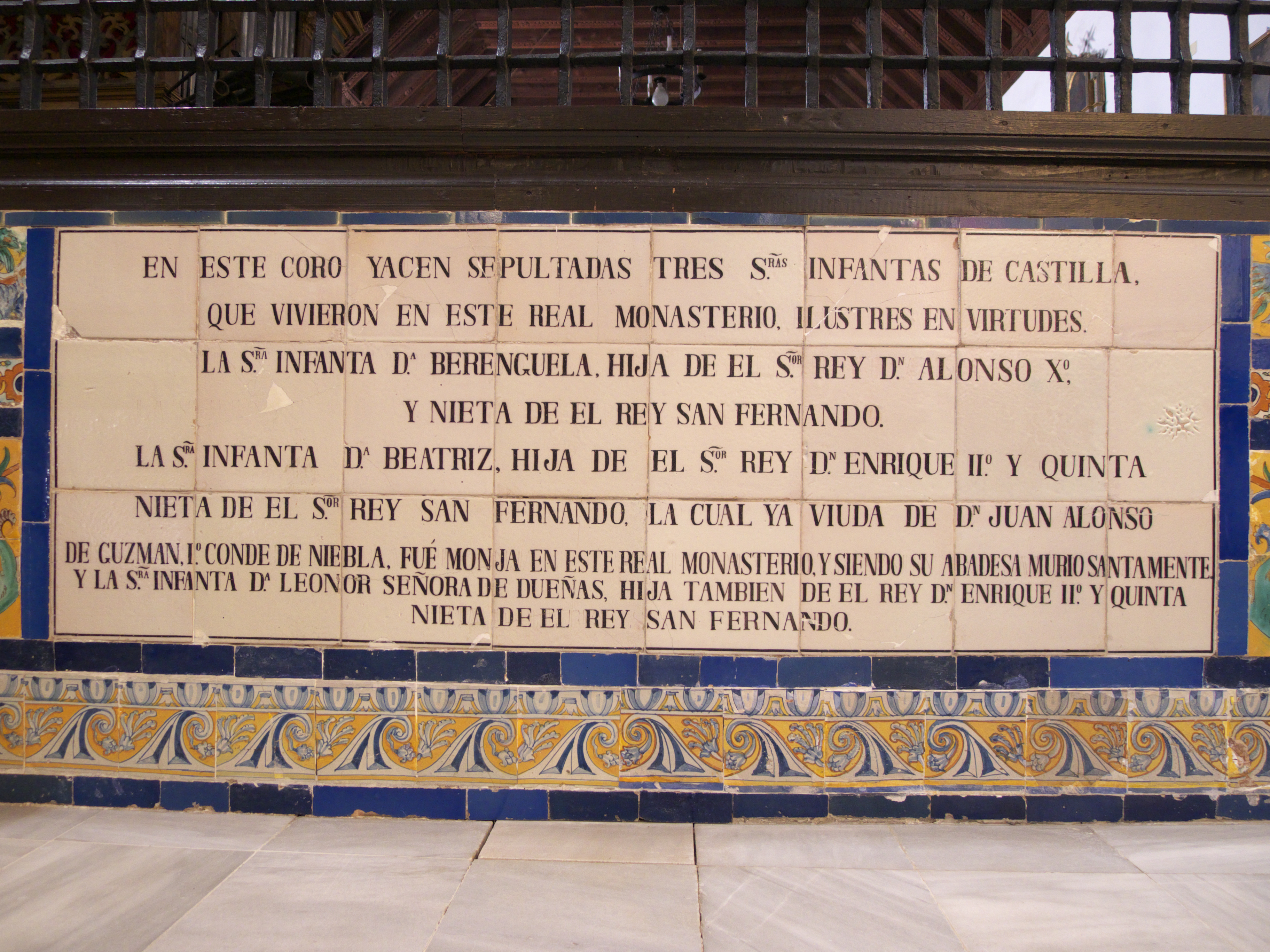
Monasterio de San Clemente (Sevilla)

Fue sepultada en el Real monasterio de San Clemente de Sevilla y tal y como había dispuesto en su testamento. Sobre su tumba se halla colocada una lámpara del siglo XV que durante años alumbró su sepultura.